# Riccardo Garosci
Riccardo Garosci (ur. 5 lipca 1955 w Turynie) – włoski przedsiębiorca, polityk i kierowca rajdowy, poseł do Parlamentu Europejskiego IV kadencji.

## Życiorys
Absolwent historii współczesnej i gospodarczej. Specjalizował się w zakresie marketingu w SDA Bocconi School of Management. W latach 1984–1994 był dyrektorem generalnym organizacji FEDERCOM, federacji włoskich stowarzyszeń handlowych. Dołączył do powołanej przez Silvia Berlusconiego partii Forza Italia. Z jej ramienia w latach 1994–1999 sprawował mandat eurodeputowanego IV kadencji. Pełnił m.in. funkcję wiceprzewodniczącego grupy Unia dla Europy oraz Komisji ds. Gospodarczych i Walutowych oraz Polityki Przemysłowej. Był także dyrektorem zarządzającym różnych przedsiębiorstw. Pełnił funkcję doradcy komisarza europejskiego Franca Frattiniego oraz włoskiego ministra edukacji, prowadził wykłady z zakresu bezpieczeństwa żywności i ochrony konsumentów na uczelniach w Mediolanie i Turynie.
Od lat 80. aktywny kierowca rajdowy, od 2004 w ramach zespołu Ralliart Divisione Fuoristrada związanego z Mitsubishi. W 2007 wywalczył puchar świata kategorii T2, w 2009 ukończył rajd Dakar samochodem Mitsubishi Pajero.
Odznaczony Krzyżem Wielkiego Oficera Orderu Zasługi Republiki Włoskiej (2006).